# Hans Wallén
Hans Carl Johan Wallén (* 19. Januar 1961 in Uppsala) ist ein ehemaliger schwedischer Segler.

## Erfolge
Hans Wallén, der Mitglied im Göteborgs Kungliga Segelsällskap war, nahm an den Olympischen Spielen 1992 in Barcelona und 1996 in Atlanta mit Bobby Lohse in der Bootsklasse Star teil. 1992 beendeten sie die Regatta mit 65 Punkten auf dem fünften Platz. Mit 29 Punkten belegten sie vier Jahre darauf hinter den Olympiasiegern aus Brasilien, Torben Grael und Marcelo Ferreira, und vor den Australiern Colin Beashel und David Giles den zweiten Platz, womit sie die Silbermedaille gewannen. Dazwischen sicherten sie sich bei der Weltmeisterschaft 1993 in Kiel ebenfalls im Starboot Silber. Bei den Olympischen Spielen 2000 in Sydney war Wallén Skipper des schwedischen Bootes im Soling und schied in der zweiten Runde des Match Race aus.
Wallén gewann bei Weltmeisterschaften noch zahlreiche weitere Medaillen: 1978 wurde er in Skovshoved im Europe Weltmeister und sicherte sich in dieser Bootsklasse zwei Jahre darauf in Helsinki Bronze. In der 12-Meter-Klasse folgten 1997 in Damp und 1999 in Sandhamn weitere Titelgewinne, 2000 in Murcia folgte der Gewinn der Bronzemedaille im Soling wie auch 2001 in Melbourne im 12-Meter-Boot.